# A1 (автомагистраль, Кипр)
Автострада А1 (шоссе Никосия — Лимасол, греч. δρόμος Λευκωσίας - Λεμεσού, тур. Lefkoşa - Limasol otoyol) положила начало амбициозному проекту правительства связать все крупные города на острове современным 4-полосным шоссе. На протяжении всех 73 км трассы нет ни единого пересечения на одном уровне. Она связывает столицу Никосию (административный и финансовый центр острова) с Лимасолом, крупнейшим портом (и второй по величине город) на острове. Трасса была завершена в октябре 1984 года, обновление в Лимасоле были завершены летом 2008 года. Эти обновления включают развязки на Polemidia and Troodos, Agia Filaxis, Agios Athanasios, Linopetra и Germasogeia, и замену серии съездов и подземных переходов.